# Tifón María (2018)
El tifón Maria o supertifón María (conocido en Filipinas como Tifón Gardo; Designación internacional: 1808, designación JTWC: 10W) fue uno de los ciclones más intensos del Pacífico en 2018. Desarrollado en la octava tormenta tropical llamada del noroeste del Océano Pacífico e impactando las Islas Marianas el 4 de julio, María se fortaleció en el cuarto tifón de esta temporada durante una intensificación extremadamente rápida al día siguiente. El tifón alcanzó su primera intensidad máxima el 6 de julio; Posteriormente, María se debilitó ligeramente debido a un ciclo de reemplazo de la pared del ojo, pero se volvió a intensificar y alcanzó su segunda rápida intensificación el 8 de julio.
Más tarde, comenzó a debilitarse gradualmente debido a la temperatura de la superficie del mar que se consideraron más frías. Después de desplazar a las islas Yaeyama y afectar a Taiwán el 10 de julio, María se mantuvo poderosa y finalmente tocó tierra sobre Fujian, China a primeras horas del 11 de julio.

## Historia meteorológica
Una perturbación tropical se formó en las Islas Marshall a última hora del 26 de junio. Después del lento desarrollo y la deriva hacia el oeste durante cinco días, el Centro Conjunto de Advertencia de Tifones (JTWC) emitió una alerta de formación de ciclón tropical el 2 de julio y actualizó el sistema a una depresión tropical con la designación 10W más tarde ese mismo día.
El 3 de julio, la Agencia Meteorológica de Japón mejoró el área de baja presión en una depresión tropical al sureste de Guam y posteriormente comenzó a emitir avisos de ciclones tropicales. Las condiciones ambientales favorables, incluida la cizalladura vertical moderada del viento, la salida de los polos mejorada por las celdas de la troposfera superior tropical (TUTT) situadas al noreste y al noroeste, temperaturas de la superficie del mar entre 30 y 31 °C, contribuyeron al desarrollo del sistema el 4 de julio. Como resultado, la Agencia Meteorológica de Japón lo actualizó a una tormenta tropical y le asignó el nombre internacional María alrededor de las 12:00 UTC, y JTWC también lo actualizó a una tormenta tropical.

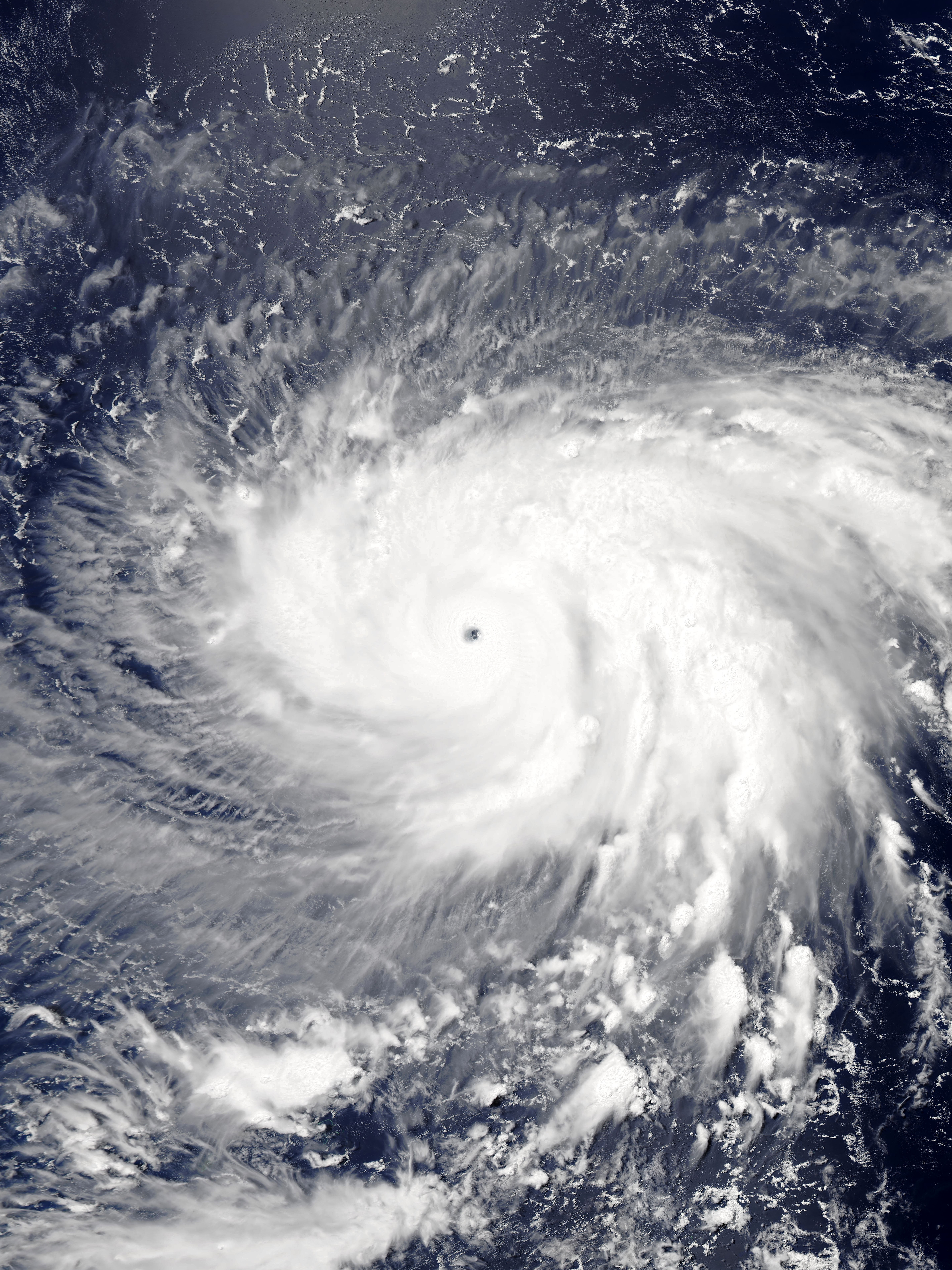
Tifón María el 6 de julio después de una intensificación extremadamente rápida

Seis horas después, cuando la tormenta azotó a Guam directamente alrededor de las 18:00 UTC, las observaciones de superficie en la base de la Base de la Fuerza Aérea Andersen registraron vientos máximos sostenidos de un minuto a 50 nudos (93 km/h; 58 mph) y la presión mínima a 984 hPa (29.06 inHg), lo que indica un sistema de consolidación rápida. El 5 de julio, María se desplazó hacia el noroeste lentamente bajo las influencias de una débil cresta de dirección orientada de norte a sur y una fuerte cresta subtropical orientada de este a oeste, atrincherada al norte. Después de ser actualizado a una tormenta tropical severa por la Agencia Meteorológica de Japón y un tifón por el Centro Conjunto de Advertencia de Tifones al mismo día, María comenzó una intensificación extremadamente rápida gracias a las condiciones favorables. Un ojo había sido capturado por imágenes de microondas antes de que Agencia Meteorológica de Japón actualizara a María a un tifón en la tarde (a primera hora de la mañana del día siguiente).
El Centro Conjunto de Advertencia de Tifones elevó a María a un súper tifón e informó que alcanzó su (primera) intensidad máxima con vientos máximos sostenidos de un minuto a 260 km/h (160 mph) alrededor de la medianoche del 6 de julio, también el primer ciclón tropical de categoría 5 equivalente en el hemisferio norte desde el huracán epónimo en el Océano Atlántico en septiembre de 2017.
Alrededor de las 09:10 CST (01:10 UTC) del 11 de julio, María tocó tierra en la península de Huangqi (zh) del condado de Lianjiang, Fuzhou en Fujian, China, con vientos máximos sostenidos de diez minutos a 155 km/h (100 mph) y la presión central a 955 hPa (28.20 inHg).

## Impacto

### Guam
María dañó varios aviones KC-135 en la Base de la Fuerza Aérea Andersen cuando barrió Guam como una tormenta tropical el 4 de julio.

### Taiwán
El 9 de julio, durante el día, el tifón María se vio afectado por el asentamiento de la periferia de María. El norte de Taiwán en general era cálido, el Área del Gran Taipéi midió una temperatura alta de 37.8 grados Celsius, Taoyuan también midió la temperatura de 37.4 grados Celsius.